# Adri Castro
Adrián „Adri“ Castro Mesa (* 12. Oktober 1998 in A Coruña) ist ein spanischer Fußballspieler.

## Karriere
Castro begann seine Karriere bei Deportivo La Coruña. Ab der Saison 2017/18 kam er für den Laracha CF in der viertklassigen Tercera División zum Einsatz. Im August 2018 gab er sein Debüt für La Coruñas Reserve in der drittklassigen Segunda División B. Für diese absolvierte er in der Saison 2018/19 sechs Drittligaspiele. Zur Saison 2019/20 wurde er an den Viertligisten FC Ourense verliehen. Für Ourense erzielte er elf Tore in 27 Einsätzen.
Zur Saison 2020/21 kehrte Castro nach A Coruña zurück, wo er in den Kader der ersten Mannschaft rückte, die mittlerweile in die dritte Liga abgestiegen war. Für diese absolvierte er in der Saison 2020/21 vier Partien in der Segunda División B. Zur Saison 2021/22 wurde er an den Viertligisten CD Arenteiro verliehen. Für Arenteiro lief er 15 Mal in der Segunda Federación auf, ehe die Leihe im Januar 2022 vorzeitig beendet wurde und Castro fest zu Viertligist SD Formentera wechselte. Für Formentera kam er zu 14 Viertligaeinsätzen. Zur Saison 2022/23 zog der Angreifer zum CD Palencia Cristo Atlético weiter, für den er 33 Viertligaspiele absolvierte.
Zur Saison 2023/24 wechselte Castro zum österreichischen Regionalligisten SPG Wels. In seiner ersten Spielzeit in Wels kam er zu 16 Einsätzen in der Regionalliga Mitte, in denen er fünfmal traf. In der Saison 2024/25 absolvierte er 27 Spiele und traf dabei achtmal, mit dem mittlerweile FC Hertha genannten Verein stieg er zu Saisonende in die 2. Liga auf. Sein Zweitligadebüt gab Castro im August 2025, als er am ersten Spieltag der Saison 2025/26 gegen den Floridsdorfer AC in der 62. Minute für Alexander Mayr eingewechselt wurde.